# Silay (volcà)
El Silay és un estratovolcà, el més septentrional de l'illa Negros, al grup de les Visayas de l'arxipèlag de les Filipines. El seu cim s'eleva fins a 1.510 msnm i es troba uns 28 km a l'est de la ciutat del mateix nom, dins del Parc natural del Nord de Negros. Es desconeix quan va tenir lloc la seva darrera erupció. El seu diàmetre a la base fa més de 20 km i té una caldera de 3,5 km d'amplada.